# 名立区

上越市の地域自治区。当区は西部に位置する。

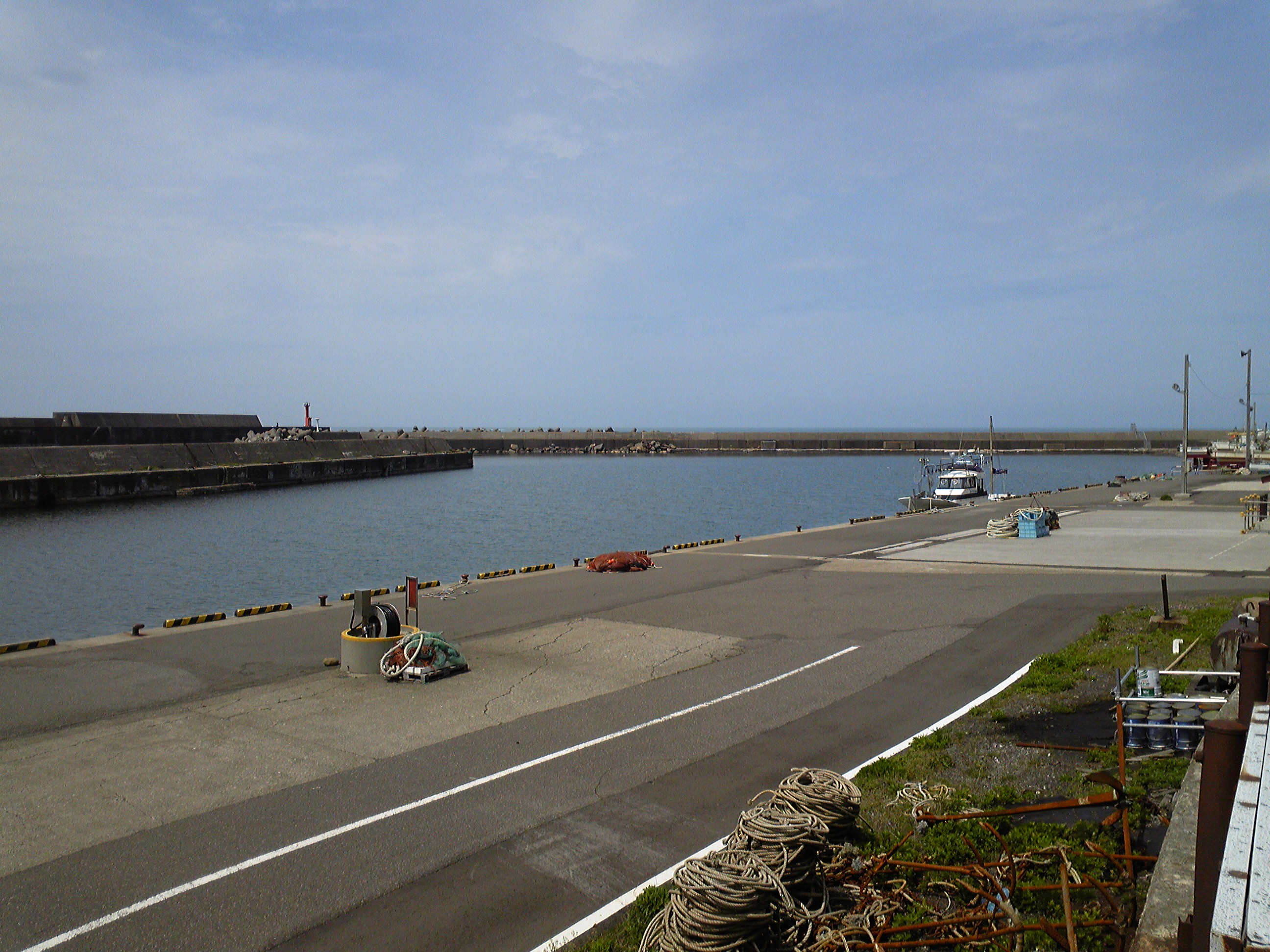
名立漁港

名立区（なだちく）は、新潟県上越市西部に位置する地域自治区。全域が旧西頸城郡名立町にあたり、同町の上越市への合併とともに2005年1月1日に設けられた。

## 地理
- 山 : 不動山、大毛無山、三峰山
- 河川 : 名立川

## 教育
- 上越市立宝田小学校
- 上越市立名立中学校

## 交通

### 鉄道路線
- えちごトキめき鉄道日本海ひすいライン
  - 名立駅

### バス
- 頸城自動車 - 路線バス2路線（31 名立線、32 能生線）を運行[1]。
- 市営バス - 区内1路線（東飛山線）を運行[1]。

### 道路
- 高速道路
  - 区内にはインターチェンジがないが、近隣に北陸自動車道名立谷浜IC（車で約5分）がある
- 一般国道
  - 国道8号
- 都道府県道
  - 新潟県道87号名立谷浜インター線
  - 新潟県道245号東飛山名立線
  - 新潟県道542号上越糸魚川自転車道線

## 名所・旧跡・観光スポット・祭事・催事
- シーサイドパーク名立
- 道の駅うみてらす名立
- 花立温泉「ろばた館」
- 岩屋堂観音堂
- 雁田神社
- 祇園祭